# Jamal Francis
Jamal Jeffers Francis (* 23. März 1993 in Saint Paul’s) ist ein Fußballtorhüter aus St. Kitts und Nevis. Er spielt in seinem Heimatland für St. Paul’s United und gehört zum Kader der Nationalmannschaft von St. Kitts und Nevis.

## Karriere
In der Qualifikation zur Fußballweltmeisterschaft 2016 debütierte er für St. Kitts und Nevis beim 6:2-Sieg gegen die Turks- und Caicosinseln am 27. März 2015. Zudem kam er auch bei den Spielen gegen Armenien am 4. Juni 2017 und am 7. Juni 2017 gegen Georgien zum Einsatz.